# Vittime di pace
Vittime di Pace (Θύματα ειρήνης) è un romanzo di Vasilīs Vasilikos, pubblicato nel 1956.
Il libro è la seconda opera di prosa dell'autore dopo il racconto Il racconto di Giasone (1953)

## Trama
L'opera è un romanzo di formazione che racconta la storia di un gruppo di sette giovani che maturano nel modo più doloroso a Salonicco nei primi anni '50, alla disperata ricerca di un ideale e alle prese con l'amore, la morte, le ideologie e i fantasmi della Grecia del dopoguerra civile. Allo stesso tempo, l'opera è un omaggio a Salonicco, una città che attrae e affascina ma allo stesso tempo intrappola i personaggi, creando un senso di "esclusione" e il desiderio di una grande fuga.

## Edizioni italiane
- Vittime di Pace, traduzione di Gilda Tentorio, Mediterranea, Crocetti Editore, 2021, ISBN 9788883063312